# Ospedale Vecchio (Parma)
L'Ospedale Vecchio è un monumento situato nel centro di Parma ed è stato l'ospedale cittadino dal XV secolo fino al 1926.

## Collocazione
Posto nel quartiere dell'Oltretorrente, lungo l'attuale strada Massimo d'Azeglio, è stato l'ospedale cittadino dal XV secolo fino al 1926. Molto amato dalla popolazione cittadina per i servizi umanitari che ha dispensato nei secoli e tuttora per gli enti culturali che ospita, dagli archivi alle biblioteche, ai circoli. Simbolo di positive energie politiche, religiose e popolari.
Raro esempio di architettura ospedaliera, è stato più volte al centro della discussione politica nella ricerca di una destinazione d'uso consona alla sua importanza storica, architettonica e sociale. Attualmente l'edificio è sede di numerose istituzioni culturali tra cui l'Archivio di stato, la Biblioteca Civica, la Biblioteca Bizzozero, l'Emeroteca comunale, la Biblioteca Balestrazzi e la Videoteca comunale.

## Storia
Nel 1201, Rodolfo Tanzi, cavaliere teutonico, fondò un ospedale in alcune case di borgo Taschieri (oggi borgo Pietro Cocconi), nei pressi della Porta Santa Croce. L'ospedale era gestito da un gruppo di uomini e donne che dovevano vivere in comunità, donare i propri beni ed abitarci per servire gli infermi, i pellegrini ed i bambini orfani. Accoglieva solo malati di ceto sociale povero poiché chi ne aveva le facoltà poteva curarsi in casa propria.
Rodolfo Tanzi lo diresse fino al 1216 (anno probabile della sua morte). Negli anni seguenti il numero degli infermi bisognosi crebbe in modo da rendere insufficienti i locali disponibili, cosicché attorno al 1250 venne deciso di costruire una nuova struttura per i trovatelli, che venne quindi chiamata Degli Esposti, a poca distanza dall'ospedale madre, posto sull'odierna via d'Azeglio.
Lo scopo, secondo i rettori non era solo quello di ospitare e nutrire gli esposti ma anche quello di soccorrere i poveri ed i carcerati, per i quali venivano mandati, una volta a settimana, due pani, del vino e della carne.
Nel 1322 in seguito alla costruzione dell'Ospedale degli Incurabili di Ugolino da Neviano, l'Ospedale degli Esposti entrava nella storia della città come zona ospedaliera medievale. 
All'ospedale di Rodolfo Tanzi nel 4 dicembre 1471 furono annessi 59 minori istituti, tra ospedali, ospizi della città e della provincia.
Tale concessione era tuttavia sottoposta ad alcune condizioni, in particolare che il reddito dei beni fosse usato solo per il sostentamento dei malati e che l'Ospedale si rendesse indipendente dal vescovo di Parma e fosse soggetto solo al Papa.

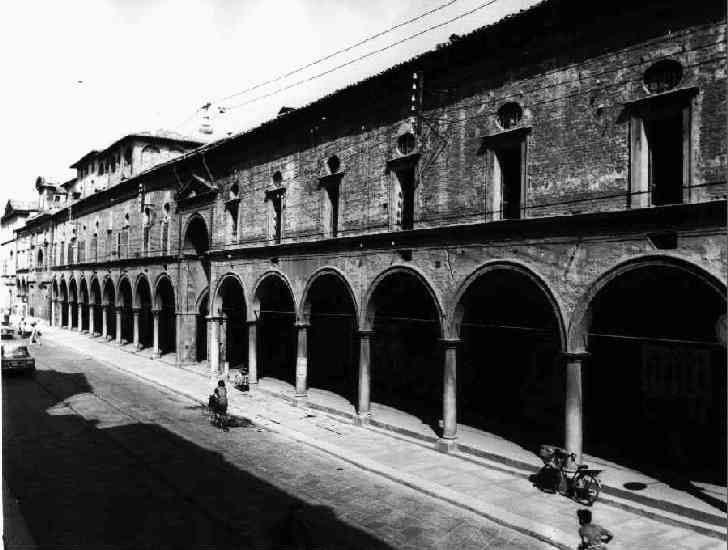
L'ospedale vecchio verso la metà del XX secolo

Nel 1530 venne fondata una seconda ala ospedaliera, chiamata dei Misericordiosi, che era composto da quattro sezioni volte ad ospitare infermi, feriti e orfani. Dal 1548 fu gestito dal Consorzio dei vivi e dei morti, confraternita che si dedicava alla pratica della carità attraverso l'assistenza agli ammalati.
Negli anni successivi, con il passaggio di proprietà dal vescovo al comune l'amministrazione dell'ospedale si laicizzò e venne così, a configurarsi sempre di più come servizio sociale e sempre meno come opera di beneficenza.
Nel 1925 l'Ospedale cessò le sue funzioni, che furono trasferite nei nuovi padiglioni costruiti sui prati di Valera, attuale via Gramsci. Dagli anni settanta il comune ha cominciato a restaurarlo e recuperarlo per il sistema bibliotecario comunale, inserendovi la sede dell'Istituzione Biblioteche del Comune di Parma, la Biblioteca Civica, Bizzozero, Balestrazzi, l'Emeroteca , la Videoteca, l'Archivio storico comunale e l'Archivio storico del teatro Regio; tutte istituzioni per le quali il palazzo dell'Ospedale Vecchio è diventato un polo culturale della città.

## Storia architettonica

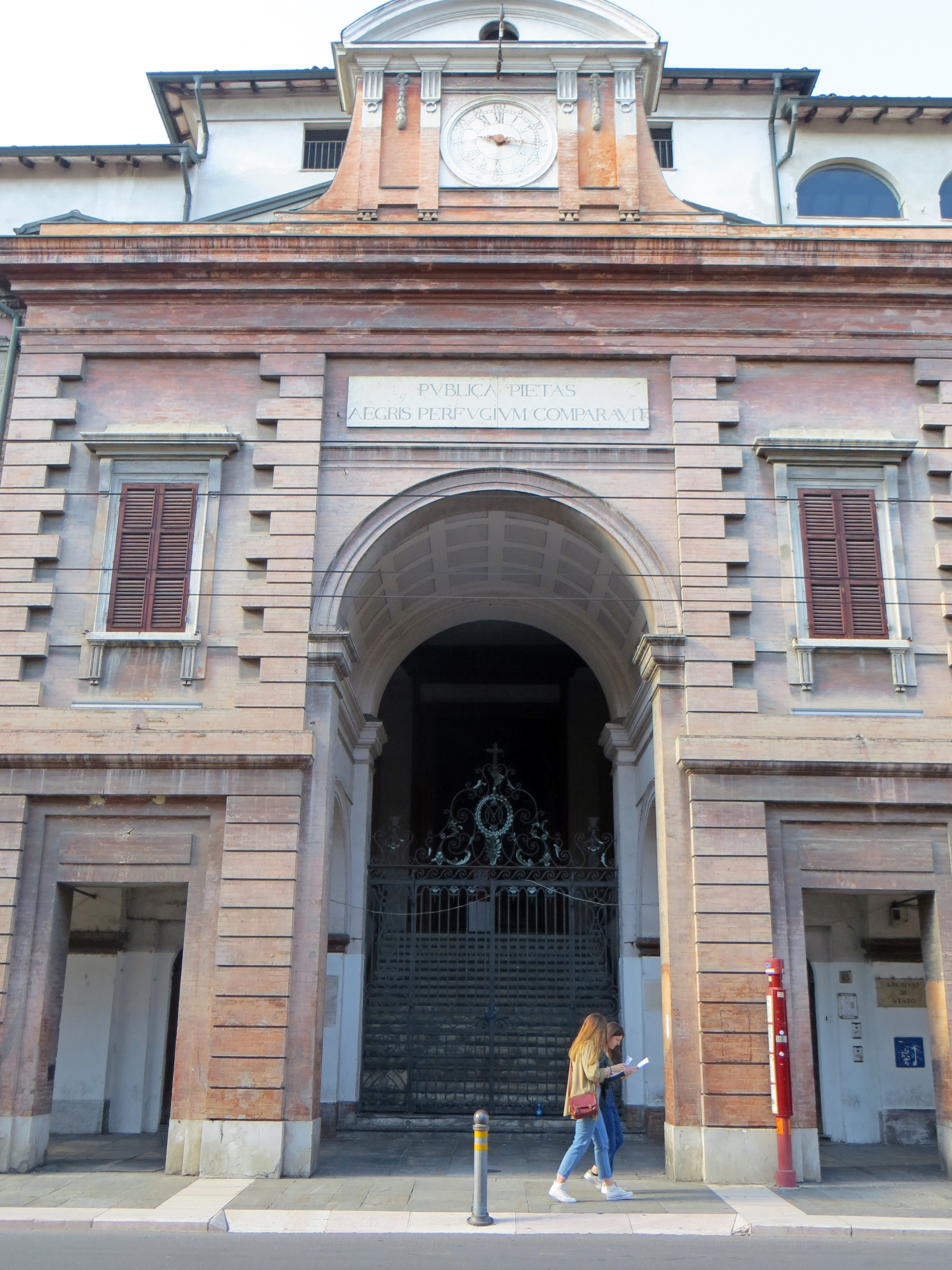
Scalone monumentale d'ingresso

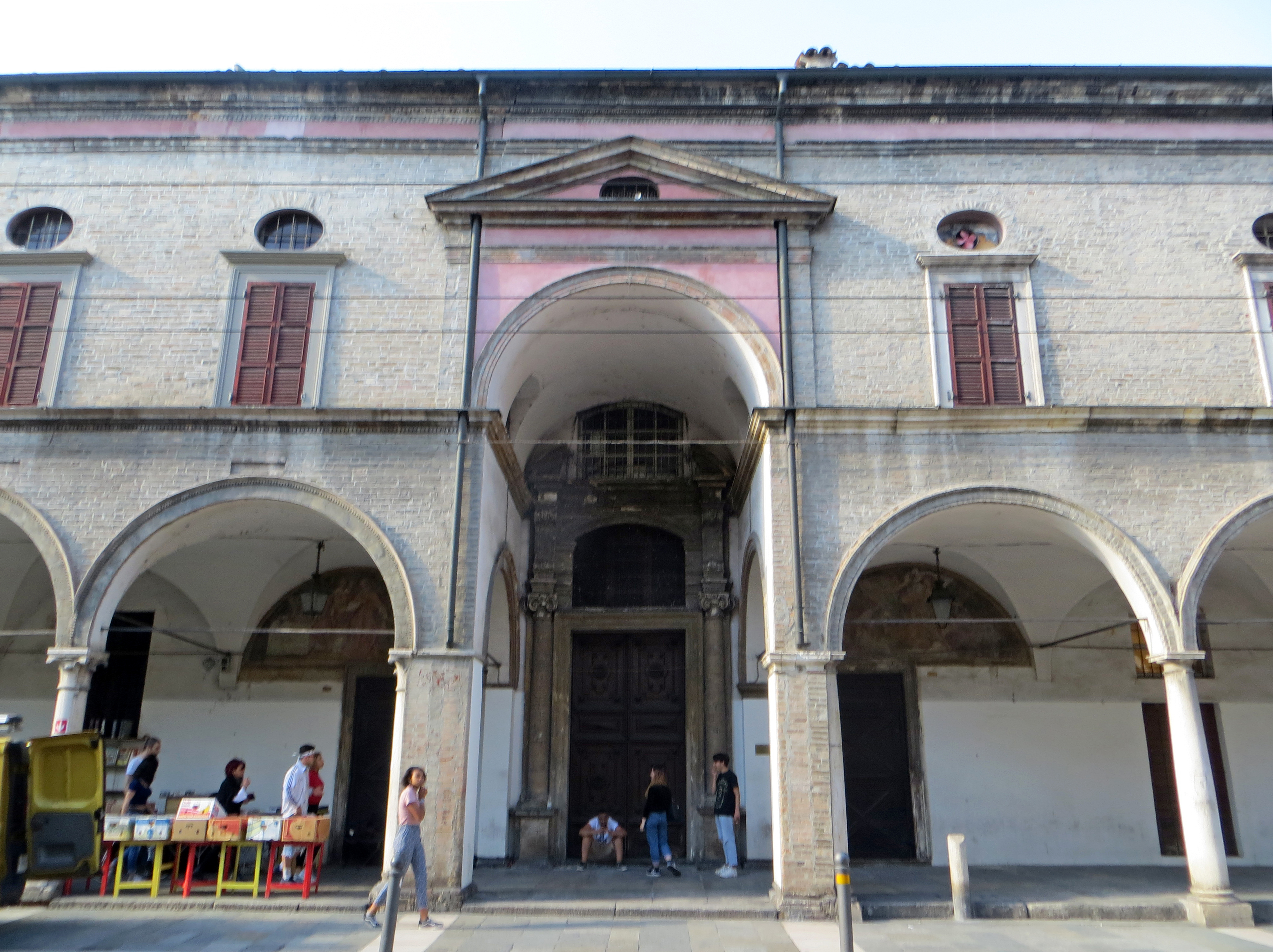
Ingresso all'oratorio di Sant'Ilario

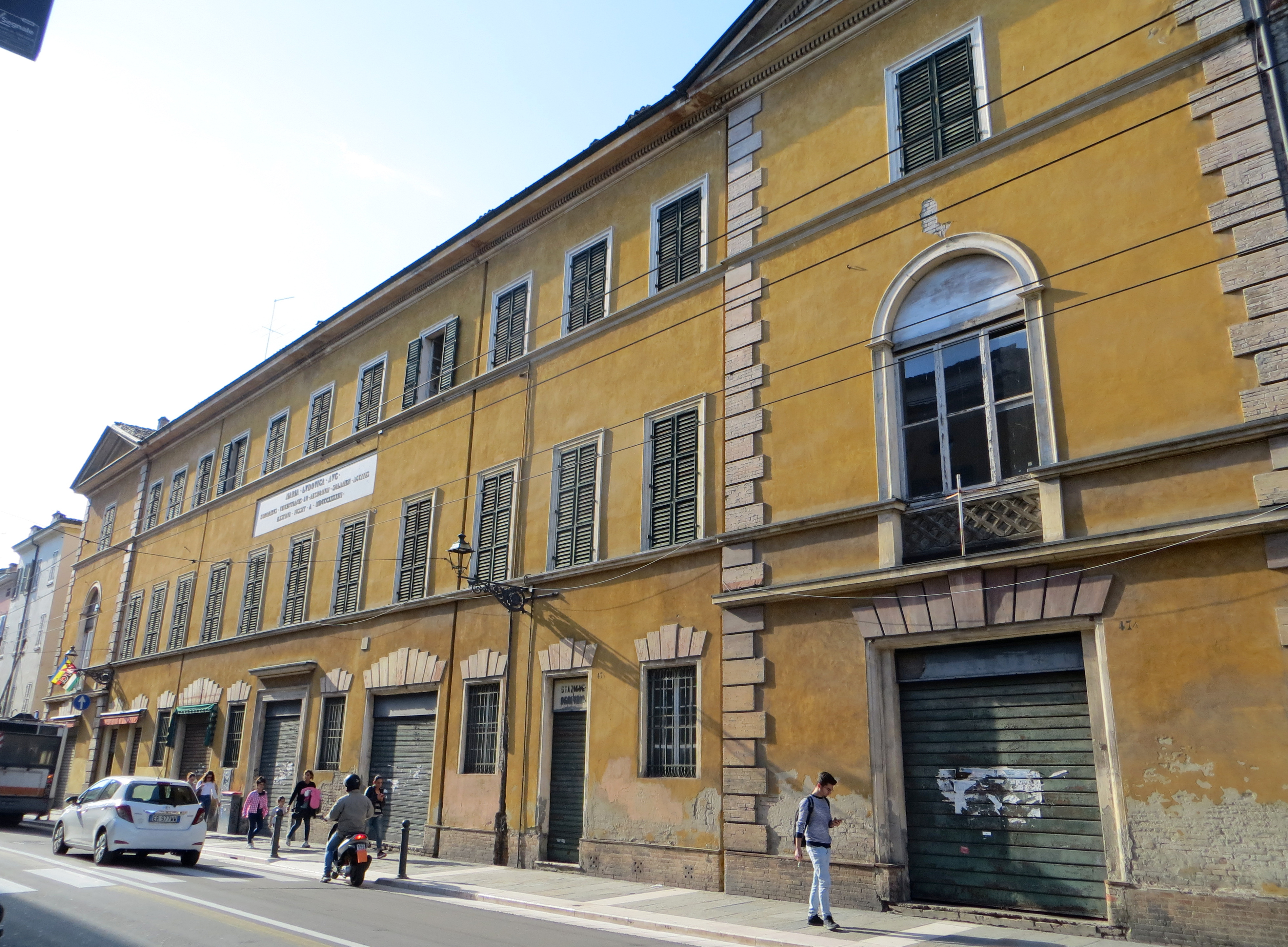
Ex convitto per le ragazze orfane

Primo tra gli edifici di architettura umanistica della città , nasce dall'esigenza di riunire tutti gli xenodochi sparsi in Parma unificandoli in una sola struttura per non disperdere i patrimoni.
L'intera struttura è organizzata intorno alla grande crociera a pianta a croce greca centrale sormontata da una cupola. I quattro lati delle braccia dovevano avere quattro cortili porticati, mentre un atrio con le scale doveva portare alla crociera posta al primo piano. La fronte dell'edificio era occupata da un portico dove si affacciavano delle botteghe che assicuravano degli ulteriori guadagni all'istituzione. La copertura della crociera, alta diciotto metri, era a volta e aveva degli oculi apribili dall'alto, che servivano per mantenere un microclima ottimale e ricambi d'aria. Un corridoio che percorreva la crociera sul fianco occidentale permetteva di spostare merci e persone dalla strada principale ai cortili di servizio. In mezzo alla crociera, sotto la cupola, un altare permetteva di seguire tutte le funzioni, anche di carattere religioso.